# Armada Filipina
La Armada Filipina (alternativamente Fuerza Naval de Filipinas; en filipino: Hukbong Dagat ng Pilipinas; en inglés: Philippine Navy o PN) es la rama de guerra naval de las Fuerzas Armadas de Filipinas y uno de los tres servicios uniformados de la República de Filipinas. Se tiene un estimado que posee 24.000 miembros de personal activo y opera 101 barcos en servicio activo.
Antes de la llegada de los españoles en Filipinas los pueblos antiguos participaron en eventos de guerra naval, comercio, piratería, viajes y la comunicación utilizando el balangay. Una flotilla de balangay fue descubierta a finales de 1970 en la ciudad de Butuan, Agusan del Norte.
El 1 de mayo de 1898, el primer barco entregado por el almirante George Dewey a la Marina de Guerra Revolucionaria fue una pequeña pinaza, que fue llamada Magdalo.
La Armada Filipina se estableció durante la segunda fase de la revolución filipina cuando el general Emilio Aguinaldo formó la Marina de Guerra Revolucionaria que fue compuesta inicialmente por una pequeña flota de ocho lanchas de vapor españolas capturadas durante la Guerra hispano-estadounidense y de la Revolución, las primeras naves de esta institución naval.